# Škare (Otočac)
Škare je naselje u Hrvatskoj, u Ličko-senjskoj županiji. 

## Zemljopis
U sastavu je grada Otočca.

## Stanovništvo
- 2001. – 12
- 1991. – 409 (Srbi – 403, Hrvati – 3, Jugoslaveni – 2, ostali – 1)
- 1981. – 449 (Srbi – 413, Jugoslaveni – 30, Hrvati – 2, ostali – 4)
- 1971. – 539 (Srbi – 527, Hrvati – 7, Jugoslaveni – 4, ostali – 1)

## Poznate osobe
- Stojan Aralica, slikar